# Ljungs landskommun, Bohuslän
Ljungs landskommun var en tidigare kommun i dåvarande Göteborgs och Bohus län.

## Administrativ historik
Den 1 januari 1863, när kommunalförordningarna började tillämpas, skapades över hela riket cirka 2 500 kommuner, varav 89 städer, 8 köpingar och resten landskommuner. Då inrättades i Ljungs socken i Inlands Fräkne härad i Bohuslän denna kommun.
År 1952 genomfördes den första av 1900-talets två genomgripande kommunreformer i Sverige. Då upphörde Ljungs kommun genom sammanläggning med  Ljungskile kommun. Denna i sin upphörde år 1971 för att ingå i  Uddevalla kommun.

## Politik

### Mandatfördelning i valen 1938-1946
| 8 | 1 | 5 | 6 |

| 19 |

| 8 | 7 | 5 |

| 19 |

| 8 | 8 | 4 |

| 19 |